# Hydrellia williamsi
Hydrellia williamsi är en tvåvingeart som beskrevs av Cresson 1936. Hydrellia williamsi ingår i släktet Hydrellia och familjen vattenflugor. Inga underarter finns listade i Catalogue of Life.